# Oberlandesgericht Nürnberg

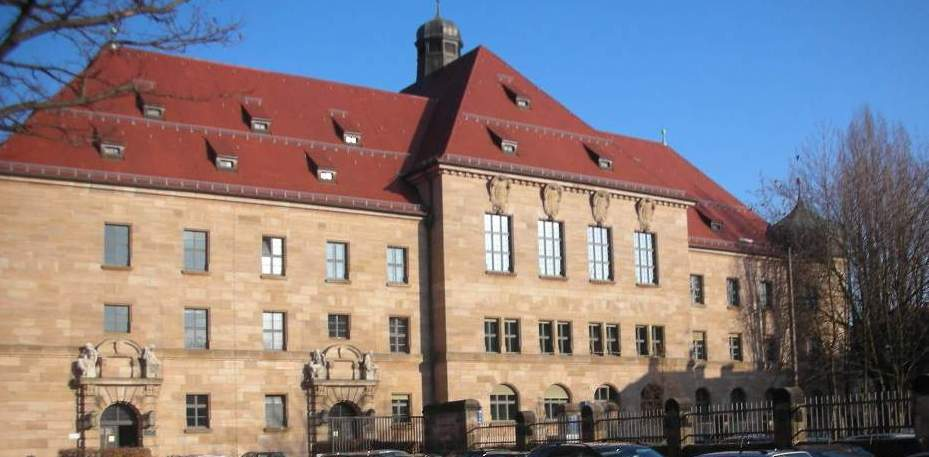
Ostbau Justizpalast Nürnberg (2007)

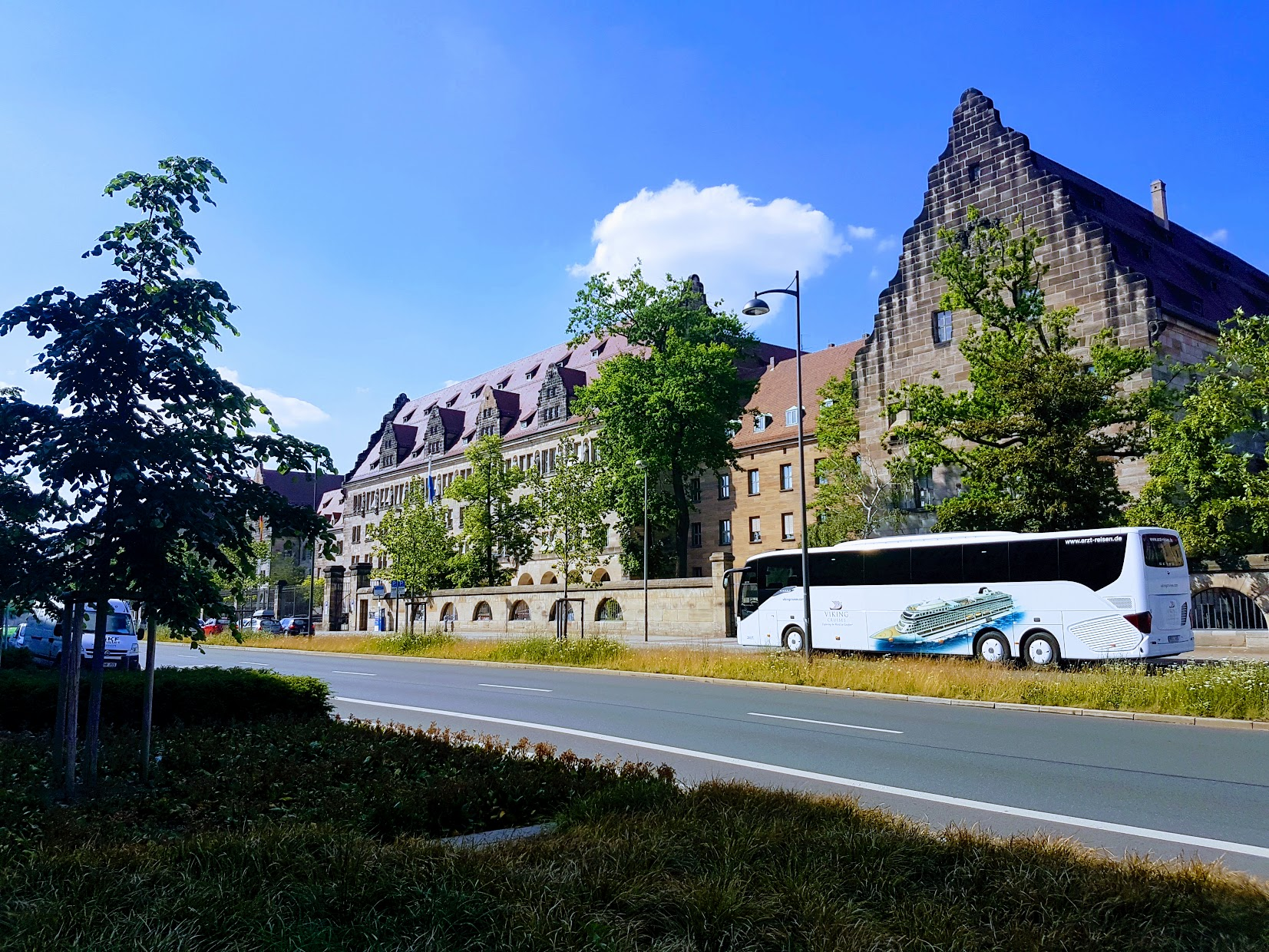
Justizpalast, Blick von Südosten (2017)

Das Oberlandesgericht Nürnberg (kurz OLG Nürnberg) ist neben dem Oberlandesgericht Bamberg und dem Oberlandesgericht München eines von drei bayerischen Oberlandesgerichten.

## Geschichte
Im Jahre 1871 wurde im Königreich Bayern das Appellationsgericht Nürnberg eingerichtet. Die Appellationsgerichte urteilten in Senaten mit jeweils fünf Mitgliedern. 1873 wurden die Appellationsgerichte für Oberpfalz und Mittelfranken in Nürnberg zusammengefasst. Das Appellationsgericht Amberg wurde damit aufgelöst und seine Aufgaben dem in Nürnberg übertragen. 1879 wurde das Appellationsgericht Nürnberg mit dem Inkrafttreten des Gerichtsverfassungsgesetzes in ein Oberlandesgericht umgewandelt.
Das Gerichtsgebäude wurde zwischen 1909 und 1916 im Stil der Neo-Renaissance errichtet. In diesem Gebäudekomplex fanden nach dem Zweiten Weltkrieg die Nürnberger Prozesse statt, woran das im Justizgebäude untergebrachte Memorium Nürnberger Prozesse erinnert.

### Leitung
- 1915–1919: Georg von Guggenberger
- 1919–1927: Otto Ziegler
- 1928–1932: Matthias Hahn
- 1933: Friedrich Burkhardt
- 1933–1937: Otto Bertram
- 1937–1943: Friedrich Döbig[3], dann bis 1945 Senatspräsident am Reichsgericht und nach Entnazifizierungspause bis 1948 wieder Richter bzw. ab 1949 Senatspräsident beim OLG Nürnberg
- 1943–1945: Ernst Emmert, seit September 1944 kommissarisch vertreten von Emil Bems
- 17. Januar 1946–1. März 1949: Hans Heinrich
- 1. Mai 1949–30. September 1956: Wilhelm Walther
- 1. Oktober 1956–31. Dezember 1958: Ernst Holzinger
- 1. April 1959–31. Dezember 1969: Theodor Hauth
- 1. Januar 1970–30. April 1978: Maximilian Nüchterlein
- 1. Mai 1978–30. November 1986: Karl-Heinz Ludwig
- 1. Januar 1987–31. Januar 1998: Wolfgang Schaffer
- 1. Februar 1998–31. Juli 2003: Heinz Neusinger
- 1. August 2003–31. August 2011: Stefan Franke
- 1. Oktober 2011–28. Februar 2015: Peter Küspert
- 1. März 2015–2018: Christoph Strötz
- Seit 1. April 2018: Thomas Dickert

### Bekannte Verfahren in Auswahl
- Wiederaufnahmeverfahren von Gustl Mollath

### Bekannte Richter in Auswahl
- Dieter Hesselberger, Richter am BGH, Richter am OLG Nürnberg von 1979 bis 1985
- Volker Emmerich, emeritierter ordentlicher Professor an der Universität Bayreuth
- Mathias Rohe, ordentlicher Professor an der Friedrich-Alexander-Universität Erlangen-Nürnberg

## Gerichtssitz und -bezirk
Der Sitz des Oberlandesgerichts ist in Nürnberg; der Bezirk des Gerichts umfasst die Regierungsbezirke Mittelfranken, Oberpfalz sowie die zum Landgerichtsbezirk Regensburg gehörigen Teile von Niederbayern.
Im Bezirk des Oberlandesgerichts sind 4714 Rechtsanwälte und Syndikusrechtsanwälte zugelassen (Stand: 1. Januar 2023).

## Gerichtsgebäude
Zusammen mit dem Landgericht Nürnberg-Fürth und dem Amtsgericht Nürnberg ist das OLG im Nürnberger Justizpalast in der Fürther Straße 110 untergebracht. Das Gebäude wurde zwischen 1909 und 1916 nach Plänen des Architekten und ranghohen bayerischen Baubeamten Hugo von Höfl sowie des Architekten und Baubeamten Günther Blumentritt im Stil der Neo-Renaissance fränkischer Prägung errichtet.

## Über- und nachgeordnete Gerichte
Das dem Oberlandesgericht Nürnberg übergeordnete Gericht ist der Bundesgerichtshof in Karlsruhe. Nachgeordnet sind die Landgerichte in Amberg, Ansbach, Nürnberg-Fürth, Regensburg und Weiden. Diesen Landgerichten sind 17 Amtsgerichte nachgeordnet.

## Sachliche Zuständigkeiten und interne Organisation

### Rechtspflege
Das Oberlandesgericht Nürnberg ist im Bereich der ordentlichen Gerichtsbarkeit überwiegend für Rechtsmittel in Zivil- und Strafsachen zuständig. Die Zuständigkeit für Rechtsmittel im Bereich der freiwilligen Gerichtsbarkeit liegt für den gesamten Freistaat Bayern beim OLG München.
Es bestehen beim OLG Nürnberg insgesamt 22 Senate:
- 13 Zivilsenate, davon einer zugleich Kartellsenat
- vier Zivilsenate und Senate für Familiensachen
- ein Strafsenat, zugleich Bußgeldsenat
- ein Fideikommisssenat
- ein Senat für Baulandsachen
- ein Wiedergutmachungssenat
- ein Notfallsenat

Das Oberlandesgericht Nürnberg ist ferner Schifffahrtsobergericht für die Schifffahrtsgerichte im Freistaat Bayern.

### Personalverwaltung
Das Oberlandesgericht ist hinsichtlich der Richter und Beamten personalführende Behörde aller nachgeordneten Gerichte und spricht für diese Ernennungen, Beförderungen und Disziplinarmaßnahmen aus.

### Elektronische Datenverarbeitung
Ende Februar 2016 wurde im Rahmen der Heimatstrategie von Finanzminister Markus Söder die Gemeinsame Informationstechnologie-Stelle der bayerischen Justiz aus der Zuständigkeit des OLG Münchens gelöst und dem OLG Nürnberg unterstellt. Der Hauptsitz der Behörde wurde nach Amberg verlegt und ihr Name in IT-Servicezentrum der bayerischen Justiz geändert. Sie betreut bayernweit Gerichte und Staatsanwaltschaften in IT-Angelegenheiten.